# Thyropygus javanicus
Thyropygus javanicus är en mångfotingart som först beskrevs av Brandt 1841.  Thyropygus javanicus ingår i släktet Thyropygus och familjen Harpagophoridae. Utöver nominatformen finns också underarten T. j. krakataunus.